# 李相国 (政治人物)
李相国（1962年11月—），男，汉族，吉林九台人，中华人民共和国政治人物，第十二届全国人民代表大会吉林地区代表。

## 生平
李相国毕业于吉林大学地质工程专业。1981年9月参加工作。1984年8月加入中国共产党。2012年12月，任中共松原市委副书记、市长。2013年当选为第十二届全国人大代表。2015年7月，任中共松原市委书记。2019年3月，出任吉林省自然资源厅厅长直到2022年5月。